# Ködelberg
Ködelberg ist ein Gemeindeteil des Marktes Nordhalben im Landkreis Kronach (Oberfranken, Bayern).

## Geographie
Der Weiler liegt auf einem Bergrücken, der in Richtung Westen ins Ködeltal mit der Mauthaustalsperre abfällt bzw. in Richtung Osten ins Rodachtal abfällt. Die Staatsstraße 2207 führt nach Mauthaus zur Staatsstraße 2707 (1,6 km südlich) bzw. nach Wetthof (1,2 km nördlich).

## Geschichte
Ködelberg gehörte zur Realgemeinde Nordhalben. Gegen Ende des 18. Jahrhunderts bestand der Ort aus zwei Anwesen. Das Hochgericht übte das bambergische Centamt Nordhalben aus. Der Ganzhof und der Schafhof waren freieigen und unterstanden keinem Grundherrn.
Mit dem Gemeindeedikt wurde Ködelberg dem 1808 gebildeten Steuerdistrikt Nordhalben und der 1818 gebildeten Munizipalgemeinde Nordhalben zugewiesen.

### Baudenkmal
- Wegkapelle

### Einwohnerentwicklung
| Jahr      | 001818 | 001861 | 001871 | 001885 | 001900 | 001925 | 001950 | 001961 | 001970 | 001987 |
| Einwohner | *      | 16     | 30     | 38     | 22     | 18     | 24     | 20     | 16     | 22     |
| Häuser    | *      |        |        | 11     | 4      | 4      | 4      | 4      |        | 4      |
| Quelle    | [ 5 ]  | [ 7 ]  | [ 8 ]  | [ 9 ]  | [ 10 ] | [ 11 ] | [ 12 ] | [ 13 ] | [ 14 ] | [ 1 ]  |

## Religion
Der Ort ist römisch-katholisch geprägt und nach St. Bartholomäus (Nordhalben) gepfarrt.